# Headline
Pour les articles homonymes, voir Headline.
Headline est un groupe de metal progressif français, originaire de la région parisienne. Formé en 1994, le groupe compte au total six albums studio. Leur premier album studio, Escape, est publié en 1997. C’est le label NTS qui inaugurera la première signature française du groupe, avec la sortie d'un deuxième album, Voices of Presence (NTS/Wagram Music), en novembre 1999. 

## Biographie

### Débuts (1992–1998)
Le groupe est initialement formé en 1992, sous le nom de Escape. Rebaptisé Headline en 1993, le groupe produit une musique progressive et mélodique l'année suivante, en 1994, et publie son premier EP homonyme, Headline.
Leur premier album studio, Escape, publié en 1997 (Brennus/Night and Day), mélange déjà puissance et mélodie avec pour atout principal et nouveau dans ce style : une voix féminine, Sylvie Grare. L'accueil réservé est unanime, on retrouve Headline dans les référendums de la presse spécialisée parmi les rubriques « meilleur espoir international », « meilleur groupe français », « meilleure voix »,.
Fort de ces encouragements, Headline sera sur la route en 1998 pour, dans un premier temps, une tournée acoustique FNAC. Cela donne au groupe l'occasion de réarranger ses titres et d'y adjoindre des instruments celtiques, orientaux ou encore un quatuor à cordes. Ces versions sortiront à la fin de 1998 sur Escape Thru the Lands (Brennus/Night and Day), qui regroupe des live acoustiques, un inédit et des reprises de groupes comme Queensrÿche et Yes. Parallèlement, Headline sera en tournée électrique, cette fois, et on les verra aux côtés de Dio, Angra, Superior ou encore Vanden Plas.

### Voices of Presence(1999–2001)
C’est le label NTS qui inaugurera la première signature française du groupe, avec la sortie d'un deuxième album, Voices of Presence (NTS/Wagram Music), en novembre 1999. L'album comprend onze titres coproduits par Robert Kohlmeyer (Superior, Vanden Plas, etc.) et Didier Chesneau, dont Trilogy, un titre en trois volets avec un orchestre, dont le groupe tournera son premier clip The Message (Trilogy II) qui sera diffusé sur MCM. D'autres morceaux trouveront leur place sur scène, Seven, The Call ou Last Will se chargeront d'entraîner le public. Là encore très bon accueil, malgré l'apparente complexité de certains titres, le public plébiscite de nouveau le groupe qui se retrouve élu parmi les « meilleurs groupes français » dans les magazines Hard Rock Magazine, Hard N' Heavy, Hard Force Magazine, et Epok,,.
L'année 2000 sera bien chargée avec NTS qui réédite Escape (NTS/Wagram Music), dans un double-album qui contient également Escape thru the Lands. Voices of Presence est publié à l'étranger via des labels comme AFM Records (Edguy) ou Rock Brigade (Angra). L'accueil est de nouveau encourageant et l'album obtient des très bonnes chroniques dans la presse étrangère comme Rock Hard et Heavy Either Weist. Côté concerts, on retrouve Headline en tournée à travers la France, mais aussi aux côtés de Dream Theater (Transbordeur Lyon), des deux tournées de Vanden Plas ou encore de Stratovarius et Rhapsody au Printemps de Bourges. En 2001, le groupe s'octroie un petit break durant lequel certains membres feront des activités plus « personnelles » : Dirk Verbeuren travaille sur le deuxième album de Scarve, Aymeric Ribot compose et enregistre Métisse, un opéra-rock et Didier Chesneau se retrouve à la production d'albums pour d'autres artistes.

### Dualityet activités (depuis 2002)
Au début de 2002, le groupe retourne en studio pour travailler à ce qui donnera jour à Duality, troisième album du groupe(NTS/Wagram Music). D'un commun accord, Headline veut rendre sa musique plus directe tout en gardant un climat progressif. Les ingrédients sont là : on retrouve une rythmique puissante (Dirk Verbeuren à la batterie et Christophe Babin à la basse), la guitare « hargneuse » de Didier Chesneau et les claviers d'Aymeric Ribot, de plus en plus atmosphériques qui soutiennent harmonieusement la voix de la chanteuse Sylvie Grare. Sans être un concept album, les textes de Duality ont cependant tous un lien avec la colère et la dualité qu'elle engendre : face à la manipulation Exorcise Me, face à la mort For Those Who Die, face aux handicaps Bereft of Sky. Avec ce titre, réarrangé de la célèbre Sonate pour piano nº 14 de Beethoven, Headline réitère l'expérience Trilogy avec un titre concept faisant la part belle à l'orchestre.
Côté vidéo, cette fois Headline se retrouve face à la caméra de Stéphane Roland, un jeune réalisateur. L'équipe de cascadeurs Mythic's Warriors leur fournira une équipe de rêve pour tourner le clip d'Exorcise me : tantôt elle-même, tantôt faucon, Sylvie Grare essaie d'échapper à son « exorciste » qui peut parfois prendre les traits d'un loup… Pari réussi pour Headline, élu « meilleur groupe français » en 2003, « meilleur clip metal » (Hard-Rock Magazine/MCM), Headline jouera aux côtés d'After Forever, Shaman, Evergrey avant de sillonner l’Europe avec Symphony X. 
Le groupe fera ensuite une longue pause pour se consacrer à d'autres projets: Didier Chesneau monte une nouvelle structure d'enregistrement MII Recording Studio et se consacre à la production, Sylvie Grare son école de chant, Dirk Verbeuren rejoint Soilwork (et sera remplacé par Raphael Léger), Christophe Babin Virus IV et Aymeric Ribot sera le Van Helsing de la comédie musicale Dracula. De retour en studio, le groupe annonce le successeur de Duality, pour 2014.

## Membres

### Membres actuels
- Christophe Babin - basse
- Aymeric Ribot - claviers
- Sylvie Grare - chant
- Didier Chesneau - guitare
- Raphaël Léger - batterie

### Anciens membres
- Dirk Verbeuren - batterie (1999–2003)
- Frederic Moreau - batterie (1994–1999)
- Phil Woindrich - claviers (1996–1998)
- Sebastien Roland - claviers (1994–1996)
- Frederic Roland - basse (1994–1996)
- Patrick Lafrance - basse (1995–1996)

## Discographie

### Albums studio
- 1997 : Escape (Night and Day)
- 1998 : Escape thru the lands (Night and Day) Album acoustique
- 2000 : Voices of presence (Wagram Music)
- 2000 : Other Voices (Wagram Music) Maxi édition limitée
- 2001 : Escape (Wagram Music) Réédition collector
- 2003 : Duality (Wagram Music)

### Tributes et compilations
- 1996 : Shooting Star (ex-Warning) - Un Hommage A Christophe Aubert (Wagram Music) Tribute album
- 1997 : Basses Influences Vol II (XIII bis records) Compilation
- 2001 : The Loudest Time: An 80s Metal Tribute (Progressive arts), chanson Silent Lucidity Compilation
- 2003 : Blackmore's Castle - A Tribute to Deep Purple and Rainbow (Lion Music), chanson Battle Rages On Tribute
- 2003 : Nts - Nothing to Say - Greatest Hits (Universal Music), chanson Exorcise me Compilation